# Pseudomiccolamia siamensis
Pseudomiccolamia siamensis là một loài bọ cánh cứng trong họ Cerambycidae.